# Theodoxus luteofasciatus
Theodoxus luteofasciatus is een slakkensoort uit de familie van de Neritidae. De wetenschappelijke naam van de soort is voor het eerst geldig gepubliceerd in 1879 door Miller.